# Король острова дьявола
«Король острова дьявола», или «Король чёртова острова» (норв. Kongen av Bastøy), — драма режиссёра Мариуса Хольста, вышедшая на экраны в 2010 году. Фильм основан на реальных событиях, произошедших в тюрьме на острове Бастёй.

## Сюжет
Действие происходит в 1915 году в тюрьме для несовершеннолетних преступников на острове Бастёй (Осло-фьорд). Тюрьма управляется строгим директором (Стеллан Скарсгард) и воспитателем-садистом Бротеном (Кристоффер Йонер). Единственный способ покинуть это заведение — получить разрешение директора. Улав (Тронд Нильссен), известный под номером С1, уже шесть лет находится на острове, давно смирился с местными порядками и близок к выходу на свободу. Однажды на остров прибывают новички — Эрлинг (Беньямин Хельстад) и Ивар (Магнус Ланглете). И если последний вскоре становится жертвой воспитателя Бротена, то первый не согласен мириться с постоянными унижениями.

## В ролях
- Стеллан Скарсгард — директор
- Беньямин Хельстад[норв.] — Эрлинг (С19)
- Кристоффер Йонер — Бротен
- Тронд Нильссен[норв.] — Улав (С1)
- Мортен Лёвстад — Эйстейн
- Даниэль Берг — Йохан
- Один Гинесон Брёдеруд — Аксель
- Магнар Боттен — Лиллегут
- Магнус Ланглете — Ивар (С5)
- Эллен Доррит Петерсен — Астрид

## Награды и номинации
- 2011 — три национальные премии «Аманда»: лучший фильм (Карин Юлсруд), лучший актер второго плана (Тронд Нильссен), лучшая музыка (Йохан Сёдерквист)
- 2011 — пять номинаций на премию «Аманда»: лучший актер (Беньямин Хелстад), лучшая операторская работа (Йон Андреас Андерсен), лучшая работа художника (Януш Сосновски), лучший звук (Тормод Рингнес), лучшие визуальные эффекты (Отто Торбьёрнсен, Камилла Фоссен)
- 2011 — Приз Kodak Nordic Vision 34-го Международного кинофестиваля в Гётеборге[1]